# Црква Свете Тројице у Влашком Долу
Црква Свете Тројице у Влашком Долу, насељеном месту на територији општине Жабари, припада Епархији браничевској Српске православне цркве. 